# Partit Democràtic de Zagorje
El Partit Democràtic de Zagorje (croat Zagorska demokratska stranka ZDS) és un partit polític de Croàcia d'ideologia dretana amb base als comtats de Kaprina-Zagorje i Varaždin, creat el 5 de febrer de 1997.
A les eleccions legislatives croates de 2003 es va presentar en coalició amb el Partit Croat dels Drets i el Partit de Međimurje, que va obtenir el 6,4% dels vots i 8 escons, però cap d'ells per al partit. Posteriorment, a les eleccions locals croates de 2005 es presentà en coalició amb el Partit Social Liberal Croat va obtenir el 10% dels vots i 5 dels 51 escons del consell local del Comtat de Krapina-Zagorje, així com representants a les ciutats de Klanjec i Donja Stubica, i a les municipalitats de Desinić, Budinščina, Krapinske Toplice i Tuhelj. A les eleccions legislatives croates de 2007 participà en la coalició del Partit Social Liberal Croat, Partit Camperol Croat i Aliança de Primorje-Gorski Kotar, però tampoc va obtenir representació.